# Vince Dillon
Vince Dillon (2 tháng 10 năm 1923 – tháng 9 năm 2005) là một cầu thủ bóng đá người Anh thi đấu ở vị trí Tiền đạo trung tâm cho Bolton Wanderers, Tranmere Rovers và Truro City. Ông trở thành cầu thủ-huấn luyện viên tại Truro. Ông là cầu thủ-huấn luyện viên tại Falmouth Town mùa giải 1955-56.